# Gressy, Vaud
Gressy är en ort i kommunen Yverdon-les-Bains i kantonen Vaud i Schweiz. Den ligger cirka 25,5 kilometer norr om Lausanne. Orten har cirka 174 invånare (2020). En betydande del av invånarna i Gressy arbetspendlar till Yverdon-les-Bains.
Orten var före den 1 juli 2011 en egen kommun, men inkorporerades då in i kommunen Yverdon-les-Bains.